# Aspy Bay
Aspy Bay är en vik i Kanada.   Den ligger i provinsen Nova Scotia, i den östra delen av landet, 1 200 km öster om huvudstaden Ottawa.
Trakten runt Aspy Bay är nära nog obefolkad, med mindre än två invånare per kvadratkilometer.